# Vladimír Országh
Vladimír Országh (* 24. května 1977 v Banské Bystrici) je bývalý slovenský hokejový útočník. Od poloviny července 2025 je hlavním trenérem Slovenska.

## Hráčská kariéra

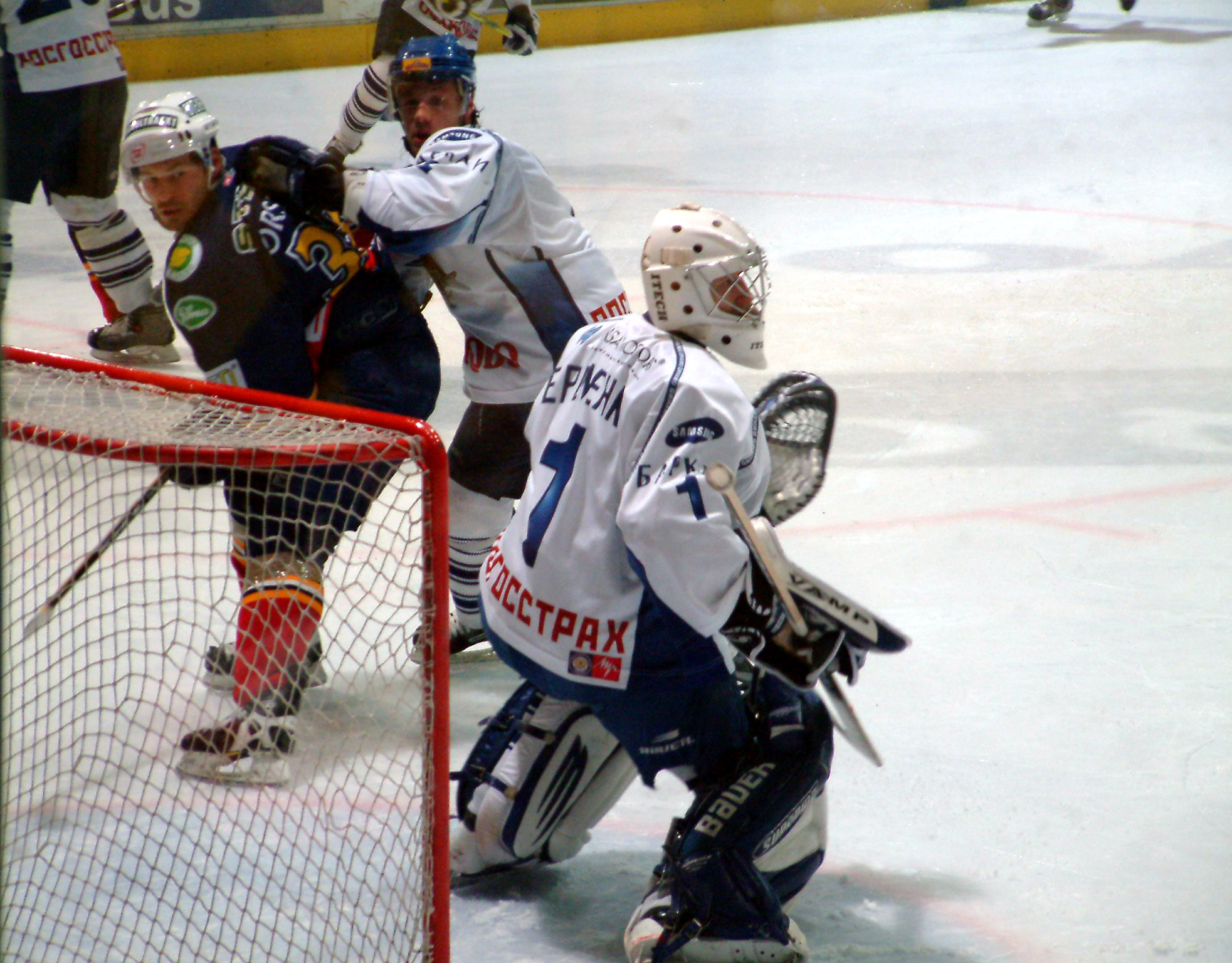
Vladimír Országh v dresu HKm Zvolen v Kontinentálním poháru

S profesionálním hokejem začínal v rodném městě Banská Bystrica, kde debutoval ve druhé slovenské nejvyšší lize v sezóně 1994/95 kde odehrál 38 zápasů ve kterých nasbíral 30 bodů pomohl k postupu do slovenské nejvyšší ligy kde také debutoval v nejvyšší soutěži.
Byl draftován v roce 1995 v 5. kole, celkově 106. týmem New York Islanders. Sezóny 1996/97 a 1997/98 hrál v týmu Utah Grizzlies v IHL. V týmu odehrál 130 zápasů, ve kterých nasbíral 50 zápasů. V sezóně 1997/98 debutoval v NHL v týmu New York Islanders.
V New York Islanders odehrál tři sezóny (1997/2000) ve kterých odehrál 34 zápasů a na farmě Islanders v týmu Lowell Lock Monsters, kde také odehrál tři sezóny. Po sezóně 1999/00, kdy se stal volným hráčem podepsal smlouvu s týmem Djurgårdens IF Hockey který hrál Elitserien ligu. V sezóně 2000/01 pomohl získat titul mistra švédské ligy.
23. května 2001 podepsal smlouvu na jeden rok s týmem Nashville Predators. 2. srpna 2002 prodloužil smlouvu na dva roky s týmem Nashville Predators. V Nashville odehrál tři sezóny ve kterých odehrál 239 zápasů ve kterých nasbíral 105 bodů a stal se nejlepším Slovákem v týmu Predators.
Během výluky v NHL 2004/05 se vrátil zpět do Slovenska nejprv do mateřského týmu HC 05 Banská Bystrica, ale před začátkem sezóny dostal nabídku od týmu HKm Zvolen se kterým postoupil do play-off a pomohl se dostat až do finále kde podlehli týmu HC Slovan Bratislava 3:4 na zápasy.
Před začátkem sezóny 2005/06 dostával nabídky od různých klubů ale nakonec dal přednost týmu Luleå HF kde hrával do roku 2005. 30. prosince 2005 podepsal smlouvu s týmem Phoenix Coyotes ale smlouvu kterou podepsal byla neplatná protože týmy s NHL si vybírat hráče z Evropy pouze do 15. srpna.
Po novém roce 2006 se mohl vrátit zpět do NHL, kde podepsal smlouvu s týmem St. Louis Blues z waiver listu. V St. Louis Blues dohrál sezónu z 16 zápasů.
Sezónu 2006/07 vynechal sezónu kvůli operaci kolene.
Po 20 měsících se vrátil zpět na led do druhé Slovenské nejvyšší soutěži, kde odehrál jeden zápas za mateřský klub HC 05 Banská Bystrica proti týmu MHK Dolný Kubín ve kterém odehrál 10 minut a připsal si jednu asistenci. Po zápase se mu obnovilo zranění.
Poslední sezónu 2009/10 odehrál v Banské Bystrici. V nejvyšší lize odehrál 14 zápasů. Poté oznámil definitivní konec kariéry.

## Trenérská kariéra
Po ukončení hráčská kariéry se rozhodl zůstat na Slovensku a pomáhal založit hráčskou asociaci.
- (2010/11) HKm Zvolen - asistent trenéra
- (2013/14), (2014/15) Slovenská hokejová reprezentace - asistent trenéra
- (2017/18) Slovenská hokejová reprezentace - asistent trenéra
- (2019/20) Slovenská hokejová reprezentace - asistent trenéra
- (2020/21), (2021/22) HC Verva Litvínov - hlavní trenér
- (2022/23), (2023/24) HC Oceláři Třinec - asistent trenéra
- (2025) Slovenská hokejová reprezentace - hlavní trenér (dočasně)

## Zajímavosti
V MS 2005 proti Švýcarsku si poranil v levém kolenu chrupavku se kterým musel později ukončit kariéru. V MS 2005 ho nahradil Marcel Hossa.
Jeho poslední zápas v NHL se uskutečnil 2. března 2006 proti týmu Calgary Flames ve kterém odehrál 16 minut.

## Ocenění a úspěchy
- 2001 SEL - Nejlepší střelec v přesilových hrách

## Prvenství
- Debut v NHL - 22. listopadu 1997 (Buffalo Sabres proti New York Islanders)
- První gól v NHL - 12. dubna 1999 (New Jersey Devils proti New York Islanders, kanadskému brankáři Martin Brodeur)
- První asistence v NHL - 3. prosince 1997 (Carolina Hurricanes proti New York Islanders)
- První hattrick v NHL - 29. listopadu 2003 (Nashville Predators proti Buffalo Sabres)

## Klubová statistika
| Sezóna       | Klub                        | Soutěž       |     | Základní část | Základní část | Základní část | Základní část | Základní část |   | Play off | Play off | Play off | Play off | Play off |
| Sezóna       | Klub                        | Soutěž       | Z   | G             | A             | B             | TM            | Z             | G | A        | B        | TM       |          |          |
| 1993/1994    | ŠK Iskra Banská Bystrica 20 | SHL-20       | 38  | 38            | 27            | 65            |               | —             | — | —        | —        | —        |          |          |
| 1994/1995    | ŠK Iskra Banská Bystrica    | 1.SHL        | 38  | 18            | 12            | 30            |               | —             | — | —        | —        | —        |          |          |
| 1995/1996    | ŠK Iskra Banská Bystrica    | SHL          | 31  | 5             | 9             | 14            | 22            | —             | — | —        | —        | —        |          |          |
| 1996/1997    | Utah Grizzlies              | IHL          | 68  | 12            | 15            | 27            | 30            | 3             | 0 | 1        | 1        | 4        |          |          |
| 1997/1998    | Utah Grizzlies              | IHL          | 62  | 13            | 10            | 23            | 60            | 4             | 2 | 0        | 2        | 0        |          |          |
| 1997/1998    | New York Islanders          | NHL          | 11  | 0             | 1             | 1             | 2             | —             | — | —        | —        | —        |          |          |
| 1998/1999    | Lowell Lock Monsters        | AHL          | 68  | 18            | 23            | 41            | 57            | 3             | 2 | 2        | 4        | 2        |          |          |
| 1998/1999    | New York Islanders          | NHL          | 12  | 1             | 0             | 1             | 6             | —             | — | —        | —        | —        |          |          |
| 1999/2000    | Lowell Lock Monsters        | AHL          | 55  | 8             | 12            | 20            | 22            | 7             | 3 | 3        | 6        | 2        |          |          |
| 1999/2000    | New York Islanders          | NHL          | 11  | 2             | 1             | 3             | 4             | —             | — | —        | —        | —        |          |          |
| 2000/2001    | Djurgårdens IF Hockey       | SEL          | 50  | 23            | 13            | 36            | 62            | 16            | 7 | 3        | 10       | 20       |          |          |
| 2001/2002    | Nashville Predators         | NHL          | 79  | 15            | 21            | 36            | 56            | —             | — | —        | —        | —        |          |          |
| 2002/2003    | Nashville Predators         | NHL          | 78  | 16            | 16            | 32            | 38            | —             | — | —        | —        | —        |          |          |
| 2003/2004    | Nashville Predators         | NHL          | 82  | 16            | 21            | 37            | 74            | 6             | 2 | 0        | 2        | 4        |          |          |
| 2004/2005    | HKm Zvolen                  | SHL          | 37  | 16            | 14            | 30            | 50            | 17            | 5 | 2        | 7        | 24       |          |          |
| 2005/2006    | St. Louis Blues             | NHL          | 16  | 4             | 5             | 9             | 14            | —             | — | —        | —        | —        |          |          |
| 2005/2006    | Luleå HF                    | SEL          | 19  | 8             | 5             | 13            | 42            | —             | — | —        | —        | —        |          |          |
| 2007/2008    | HC 05 Banská Bystrica       | 1.SHL        | 1   | 0             | 1             | 1             | 0             | —             | — | —        | —        | —        |          |          |
| 2009/2010    | HC 05 Banská Bystrica       | SHL          | 14  | 1             | 2             | 3             | 6             | —             | — | —        | —        | —        |          |          |
| Celkem v NHL | Celkem v NHL                | Celkem v NHL | 289 | 54            | 65            | 119           | 194           | 6             | 2 | 0        | 2        | 4        |          |          |

## Reprezentace
| Rok                       | Tým                       | Soutěž                    | Z  | G | A  | B  | TM |
| ------------------------- | ------------------------- | ------------------------- | -- | - | -- | -- | -- |
| 1995                      | Slovensko 20              | MSJ B                     | 7  | 1 | 2  | 3  | 8  |
| 2001                      | Slovensko                 | MS                        | 7  | 2 | 5  | 7  | 6  |
| 2002                      | Slovensko                 | MS                        | 9  | 3 | 1  | 4  | 12 |
| 2003                      | Slovensko                 | MS                        | 9  | 2 | 1  | 3  | 14 |
| 2004                      | Slovensko                 | MS                        | 9  | 0 | 2  | 2  | 8  |
| 2004                      | Slovensko                 | SP                        | 4  | 0 | 0  | 0  | 6  |
| 2005                      | Slovensko                 | MS                        | 5  | 0 | 1  | 1  | 0  |
| Juniorská kariéra celkově | Juniorská kariéra celkově | Juniorská kariéra celkově | 7  | 1 | 2  | 3  | 8  |
| Seniorská kariéra celkově | Seniorská kariéra celkově | Seniorská kariéra celkově | 43 | 7 | 10 | 17 | 40 |